# Peugeot Kisbee
Il Peugeot Kisbee è uno scooter prodotto dalla casa motociclistica francese Peugeot a partire dal 2010.

## Descrizione
Presentato all'EICMA di Milano nel novembre 2009, al lancio ad alimentarlo c'è un motore monocilindrico a 4 tempi con cilindrata da 49,9 cm³ che eroga 3,67 CV di potenza e con un peso complessivo di 85 kg. In seguito è arrivata anche una versioni a 2 tempi. 
Nell'estate del 2013 esordisce una variante più potente denominata Kisbee 100, alimentata da un motore più grande da 102,1 cm³ a carburatore con 6,94 CV.
Nel 2021 il Kisbee subisce un piccolo aggiornamento tecnico venendo omologato alla normativa Euro 5; in contemporanea la versione a 2 tempi viene tolta dal listino.
Nel 2025 viene introdotto il Kisbee Se a propulsione elettrica 48v, che eroga 2.7 kW di potenza e alimentato da una o due batterie da 1.6 kW/ora. Lo stile viene per la prima volta aggiornato con fari e frecce a LED, e cruscotto LCD.